# 橋本壮市
橋本 壮市（はしもと そういち、1991年8月24日 - ）は、日本の柔道家。静岡県浜松市出身。階級は73kg級。身長170cm。段位は五段。パリオリンピック柔道男子73kg級銅メダリスト。得意技は「橋本スペシャル」と称される変形の袖釣込腰、一本背負投。現在はパーク24に所属。座右の銘は広壮豪宕。

## 経歴
柔道は6歳の時に地元浜松市の育誠館道場で始めた。
東海大相模中学2年の時に全国中学校柔道大会66kg級で3位になると、3年の時には73kg級で2位になった。
東海大相模高校3年になると、金鷲旗とインターハイでは同級生の羽賀龍之介や藤井岳、2年の王子谷剛志らとともに優勝に貢献して、1987年の世田谷学園高校以来、史上2校目の2年連続高校3冠を達成した。また、インターハイの個人戦81kg級でも優勝して団体との2冠を達成した。関東大会では決勝で国士舘高校と対戦し、先鋒戦で伊左次雄介と対戦し2位にとどまった。国体少年男子の部でも神奈川県チームの優勝に貢献した。
2010年に東海大学に進学すると、1年の時には学生体重別で決勝まで進むが、大学の3年先輩である長島啓太に技ありで敗れた。2年の時には優勝大会と体重別団体で優勝するも、学生体重別では3位だった。その後、階級を73kg級に変更した。3年の時も優勝大会と体重別団体で優勝した。4年の時には優勝大会では優勝するも、学生体重別と体重別団体ではそれぞれ2位にとどまった。
2014年にはパーク24所属になると、実業個人選手権で優勝を飾った。全日本実業柔道連盟によって派遣されたヨーロッパオープン・リスボンでも優勝を果たした。講道館杯では決勝で了徳寺学園職員の西山雄希に指導2で敗れて3位だった。
2015年の選抜体重別では初戦で元世界チャンピオンである了徳寺学園職員の秋本啓之、準決勝でも同じく元世界チャンピオンである旭化成の大野将平をそれぞれ有効で破ると、決勝でもダイコロの土井健史を指導2で破って優勝を飾ったが、国際大会などでの実績から世界選手権代表に選ばれることはなかった。5月のアジア柔道選手権の個人戦では3位だったが、団体戦では優勝を飾った。11月の講道館杯では決勝で会社の同僚である田村和也を指導2で破って優勝した。続くグランプリ・青島では決勝で世界ランキング1位であるアゼルバイジャンのルスタム・オルジョフに一本勝ちして優勝を飾った。12月のグランドスラム・東京では3回戦でジョージアのヌグザリ・タタラシビリに有効で敗れて、冬季ヨーロッパ遠征に派遣されなかった。
2016年の選抜体重別では準決勝で大野に有効で敗れて3位だったが、アジア選手権では優勝を飾った。世界ランク上位選手が集まるワールドマスターズでは準決勝でオルジョフを指導2で破ると、決勝ではモンゴルのガンバータル・オドバヤルを腕挫膝固で破って優勝を飾った。グランドスラム・東京では決勝で土井を指導2で破って優勝した。
2017年2月のグランドスラム・パリでは決勝で韓国の安昌林をGSに入ってからの内股すかしの技ありで破って優勝を飾った。4月の体重別では決勝で大学の6年後輩となる東海大学2年の立川新をGSに入ってから指導2で破って2年ぶり2度目の優勝を成し遂げて、世界選手権代表に選出された。5月のグランドスラム・エカテリンブルグでは決勝でブラジルのマルセロ・コンティーニを破って優勝した。これで国際大会6連勝となった。8月の世界選手権では準々決勝でリオデジャネイロオリンピック銅メダリストであるジョージアのラシャ・シャフダトゥアシビリに反則勝ちすると、準決勝ではヨーロッパチャンピオンであるアゼルバイジャンのヒダヤト・ヘイダロフに袖釣込腰で一本勝ちした。決勝ではリオデジャネイロオリンピック銀メダリストであるアゼルバイジャンのルスタム・オルジョフと対戦すると、指導1を先取されるもGSに入ってから体落の技ありで破って優勝した。この技ありは微妙な判定だったために映像で再確認されることになったが、主審が技ありを言い渡した直後に叫びながらガッツポーズを繰り返したのはそれを覆されないようにするためだったからだと説明した。「それぐらい金と銀は重みが違う」。さらに、「（リオ五輪の）2位と3位は倒した。あとは1位（大野）を倒すだけ」と意気込んだ。初開催となった男女混合の世界団体では準決勝の韓国戦で安昌林に裏投で一本勝ちすると、決勝のブラジル戦でもコンティーニを技ありで破ってチームの金メダルに貢献した。12月のグランドスラム・東京では準決勝で立川新にGSに入ってから反則負けを喫して3位だった。これにより、2015年から続いていた国際大会での連続優勝記録が7で止まった。世界選手権で優勝していたことから、今大会で優勝すれば規定により2018年の世界選手権代表が内定するところだったが、それはならなかった。続くワールドマスターズでは準決勝でヘイダロフを袖釣込腰の技ありで破ると、決勝ではシャフダトゥアシビリを大外刈の技ありで破って今大会2連覇を達成した。これで外国選手に対しては、2015年のグランドスラム東京3回戦で敗れて以来41連勝となった。なお、2017年の世界ランキング年間1位となり、5万ドルのボーナスを獲得した。
2018年4月の体重別では決勝で会社の2年先輩にあたる66kg級から階級を上げてきた元世界チャンピオンの海老沼匡を腰車の技ありで破り、今大会2年連続3度目の優勝を飾って世界選手権代表に選出された。なお、体重無差別で争われる全日本選手権に、73kg級の選手ながら昨年の世界選手権で優勝したため推薦で出場することになった。その大会では初戦となる2回戦で90kg級の選手である旭化成の垣田恭兵と対戦すると、GSに入ってから反則負けを喫した。5月のグランプリ・フフホトでは決勝で安昌林にGS含めて8分以上の戦いの末に技ありを取られて2位にとどまった。これにより、対外国選手の連勝記録も45で止まった。9月の世界選手権では準決勝で地元のヘイダロフをGSに入ってから袖釣込腰で破った。しかし、この試合で畳に強打した影響で右目の視野が失われた状態で臨んだ決勝で安昌林と対戦すると、左目にも相手の指が入るなどして自分の柔道ができずに小外掛で敗れた。これにより、2010年から続いてきたこの階級での日本選手の連続優勝記録が6で途切れた。試合後には、「とても悔しい。右目が全く見えなかったが、何を言っても言い訳になる。負けは負け」とコメントした。右目の視力が0.1以下に低下した状態で臨んだ12月のワールドマスターズでは、準々決勝でカナダのアルトゥール・マルジュリドンに技ありで敗れると、敗者復活戦でもスウェーデンのトミー・マシアスに反則負けして7位に終わった。
2019年2月のグランドスラム・パリでは準決勝でヘイダロフを合技、決勝でモンゴルのツェンドオチル・ツォグトバータルを体落で破るなどオール一本勝ちして優勝した。この際に、「ここで優勝しなかったら東京（五輪）までの道のりが厳しいと分かっていたので、絶対勝つと意識して準備してきた。優勝できたのは大きい」とコメントした。4月の体重別では決勝で大野に9分30秒もの戦いの末に隅落の技ありで敗れて2位にとどまった。世界選手権代表にはなれなかったが、世界団体代表に選ばれた。7月のグランプリ・モントリオールでは決勝でUAEのビクトル・スクボルトフを腕挫十字固で破るなどオール一本勝ちして優勝を飾った。9月の世界団体では準決勝のブラジル戦のみの出場だったが勝利すると、その後チームも優勝を飾った。10月のグランドスラム・ブラジリアでは、準決勝でロシアのムサ・モグシコフに反則負けを喫して3位に終わった。11月のグランドスラム・大阪では準々決勝でリオデジャネイロオリンピック66kg級金メダリストであるイタリアのファビオ・バシレを合技、準決勝で立川に反則勝ちするも、決勝で海老沼に横四方固で敗れて2位だった。12月のワールドマスターズでは準決勝でコソボのアキル・ジャコヴァに棄権勝ちすると、決勝でもイスラエルのトハル・ブトブルに不戦勝を収めて、今大会2年ぶり3度目の優勝を飾った。
2020年2月のグランドスラム・パリでは決勝でカザフスタンのジャンサイ・スマグロフを隅落の技ありで破って、今大会2年連続3度目の優勝を飾った。しかしながら、東京オリンピック代表にはこれまでの成績が大野に及ばないと判断されて、世界ランキング1位ながら選出されなかった。11月には来年に延期された東京オリンピックの補欠に選ばれた。12月には一般女性と結婚した。
2021年1月のワールドマスターズでは準決勝でカナダのアントワーヌ・ブシャールを技ありで破るも、決勝で安に肘を極める形での袖釣込腰を仕掛けたとして反則負けとなり2位だった
。4月の体重別では初戦で了徳寺大学職員の大吉賢に技ありで敗れた。しかし、世界選手権代表には選出された。6月の世界選手権では準決勝でスウェーデンのトミー・マシアスと対戦して一旦は技ありで敗れるが取り消しになると、その後指導を奪い反則勝ちしたかに見えたが、再び取り消しになり直後に技ありを取られて敗れた。その後の3位決定戦ではヘイダロフを袖釣込腰で破って3位になった。世界団体では決勝のフランス戦のみの出場となったがジョアン＝ベンジャマン・ガバに反則勝ちして、チームの優勝に貢献した。10月のグランドスラム・パリでは2回戦でデニス・ヤルツェフに合技で敗れた。
2022年2月のグランドスラム・パリでは準決勝でイタリアのファビオ・バシレを技ありで破るも、決勝でシャフダトゥアシビリに反則負けして2位だった。4月の体重別では決勝で同じ会社の後輩である塚本綾に反則勝ちして優勝した。世界選手権代表にも選出された。10月の世界選手権では準々決勝でシャフダトゥアシビリに反則勝ちするなどして決勝まで進むも、ツェンドオチルにGSに入ってから技ありを取られて敗れて2位だった。12月のグランドスラム・東京では決勝で慶應義塾高校教員の古賀颯人を技ありで破って優勝した。その後の強化委員会で2番手以下との差が認められたため、2023年の世界選手権代表に決まった。
2023年5月の世界選手権では2回戦で世界ランキング1位のシャフダトゥアシビリを技ありで破るも、準々決勝でスイスのニルス・シュトゥンプに敗れるが、その後の3位決定戦でヘイダロフを破って3位になった。続く世界団体では決勝のフランス戦で敗れるも、チームは優勝を飾った。8月のワールドマスターズでは、初戦でツェンドオチルに反則勝ちするなどして決勝へ進むと、タジキスタンのベフルジ・ホジャゾダに反則勝ちして優勝を飾った。同じ8月には世界選手権3位などの実績で2番手以下に差を付けたと評価されて、パリオリンピックの代表に内定した。記者会見では、「うれしいと同時に、諦めなければチャンスは来るんだなと実感した」「最も自分らしい姿で堂々と試合してきたい」と語った。その一方で、「なんかピンとこない発表だったと思う。僕はこうやって選手をやっているが、選手もそう思ってると思う。みんな納得できてないというか、もっと違う選択もあったのではないかなと。人生をかけて選手が戦っているので、なんて言うんだろう、説明をできるような選考にしてほしいなとすごい感じた」「（他階級を参照すれば、ワールドマスターズに）出なくても選ばれていたじゃんと思っちゃうし、色々思うことはある。（問題意識を）皆さんに伝えたいなと思って、今言わせてもらってます」「なんか本当に僕は落選した時にすごい感じたので、今後そういうのはあってほしくない。僕には何もメリットはないけど」と、一部階級における早期内定に敢えて問題提起を行った。9月のアジア大会では準決勝でホジャゾダを技ありで破るも、決勝でウズベキスタンのムロジョン・ユルドシェフに技ありで敗れて2位にとどまった。12月のグランドスラム・東京では決勝でヘイダロフに技ありで敗れて2位だった。なお、ヘイダロフには8度目の対戦で初めて敗れた。
2024年3月のグランドスラム・トビリシでは準決勝で中立選手名義で出場したロシアのカレン・ガルスティアンに敗れて3位だった。
2024年7月に開催されたパリオリンピックでは準々決勝で地元フランスのジョアン＝バンジャマン・ガバに反則負けを喫するが、その後の敗者復活戦を勝ち上がって銅メダルを獲得した。日本の柔道史上最年長のメダル獲得となった。パリオリンピック混合団体では初戦のスペイン戦に敗れると、その後チームも決勝で敗れて2位だった。12月のグランドスラム・東京では準々決勝でタジキスタンのアブバクル・シェロフに横落で敗れると、その後の3位決定戦でも自衛隊体育学校の内村秀資に巴投げで敗れて5位にとどまった。
2025年4月の体重別は腰のケガにより出場を見合わせることになった。一方で、全日本選手権に出場して3回戦まで勝ち進むも、190㎝で130㎏ある日本製鉄の木元拓人に上四方固で敗れた。

## 世界ランキング
IJF世界ランキングは3595ポイント獲得で8位(2025年4月28日現在)。
- 世界ランキングの年度別変遷

|      | 2014年 | 2015年 | 2016年 | 2017年 | 2018年 | 2019年 | 2020年 | 2021年 | 2022年 | 2023年 | 2024年 |
| ---- | ------ | ------ | ------ | ------ | ------ | ------ | ------ | ------ | ------ | ------ | ------ |
| 順位 | 101    | 34     | 2      | 1      | 3      | 2      | 2      | 4      | 4      | 2      | 8      |

(出典、JudoInside.com)

## 違反行為
2018年2月8日、橋本は個別分散合宿のために滞在していた国立スポーツ科学センター（JISS）の部外者立ち入り禁止の宿泊棟に午前0時から6時ごろまで知人を無断で招き入れた。2月下旬に開催されるグランドスラム・デュッセルドルフに出場予定だったが、左足関節靱帯の損傷により出場を取り止めてJISSで調整にあたっていた。橋本のこの行為は強化選手としての規律違反及びJISSの利用規約違反にあたることから、全柔連は橋本の強化ランクをAからBへ格下げすることに決めた。また以後6ヵ月はJISS及びナショナルトレーニングセンターへの立ち入り禁止、自己負担による国内外の強化事業への参加、日本スポーツ振興センター（JSC）によるアスリート助成対象からの解除、さらには社会奉仕活動を義務付けるなどの処分を下した。なお、橋本は自身の違反行為を認めて謝罪の意を表した。その後、反省を込めて高校以来となる丸坊主にすると、4月の体重別では優勝した。この際に、「柔道界全体に迷惑をかけてしまった。不安やプレッシャーもあったけど、自分を見つめなおす機会になった。今は何に対してもしっかりと考え、大人らしい生活をして、子どもたちのよい見本となる柔道家になりたい」とコメントした。

## 戦績
- 2005年 - 全国中学校柔道大会 3位（66kg級）
- 2006年 - 全国中学校柔道大会 2位（73kg級）

81kg級での戦績
- 2009年
  - 金鷲旗 優勝
  - インターハイ 個人戦 優勝、団体戦 優勝
  - 国体 少年男子の部 優勝
- 2010年
  - ブレーメンジュニア国際 優勝
  - ドイツジュニア国際 3位
  - 学生体重別 2位
- 2011年
  - 優勝大会 優勝
  - 学生体重別 3位

73kg級での戦績
- 2011年 - 体重別団体 優勝
- 2012年
  - 優勝大会 優勝
  - 体重別団体 優勝
- 2013年
  - 優勝大会 優勝
  - 学生体重別 2位
  - 体重別団体 2位
- 2014年
  - 実業個人選手権 優勝
  - ヨーロッパオープン・リスボン 優勝
  - 講道館杯 2位
- 2015年
  - 選抜体重別 優勝
  - アジア柔道選手権 個人戦 3位、団体戦 優勝
  - 実業個人選手権 優勝
  - 講道館杯 優勝
  - グランプリ・青島 優勝
- 2016年
  - 選抜体重別 3位
  - アジア選手権 個人戦 優勝、団体戦 3位
  - ワールドマスターズ 優勝
  - アジアオープン・台北 優勝
  - 講道館杯 5位
  - グランドスラム・東京 優勝
- 2017年
  - グランドスラム・パリ 優勝
  - 選抜体重別 優勝
  - グランドスラム・エカテリンブルグ 優勝
  - 世界選手権 優勝
  - 世界団体 優勝
  - グランドスラム・東京 3位
  - ワールドマスターズ 優勝
- 2018年
  - 体重別 優勝
  - グランプリ・フフホト 2位
  - 世界選手権 2位
  - ワールドマスターズ 7位
- 2019年
  - グランドスラム・パリ 優勝
  - 選抜体重別 2位
  - グランプリ・モントリオール 優勝
  - 世界団体 優勝
  - グランドスラム・ブラジリア 3位
  - グランドスラム・大阪 2位
  - ワールドマスターズ 優勝
- 2020年
  - グランドスラム・パリ 優勝
- 2021年
  - ワールドマスターズ 2位
  - 世界選手権 3位
  - 世界団体 優勝
- 2022年
  - グランドスラム・パリ 2位
  - 体重別 優勝
  - 世界選手権　2位
  - グランドスラム・東京　優勝
- 2023年
  - 世界選手権　3位
  - 世界団体 優勝
  - ワールドマスターズ 優勝
  - アジア大会 2位
  - グランドスラム・東京　2位
- 2024年
  - グランドスラム・トビリシ　3位
  - パリオリンピック 3位
  - パリオリンピック混合団体 2位
  - グランドスラム・東京 5位

（出典、JudoInside.com）

## 有力選手との対戦成績
(2024年12月現在)
| 国籍                 | 選手名                       | 内容   |
| -------------------- | ---------------------------- | ------ |
| 日本の旗             | 大野将平                     | 2勝2敗 |
| 日本の旗             | 海老沼匡                     | 1勝1敗 |
| 大韓民国の旗         | 安昌林                       | 2勝6敗 |
| ジョージア (国)の旗  | ラシャ・シャフダトゥアシビリ | 4勝1敗 |
| アゼルバイジャンの旗 | ルスタム・オルジョフ         | 3勝    |
| アゼルバイジャンの旗 | ヒダヤト・ヘイダロフ         | 7勝1敗 |

(参考資料：ベースボールマガジン社発行の近代柔道バックナンバー、JudoInside.com等)

## 対外国人選手の連勝記録
2016年4月のアジア選手権2回戦から2018年5月のグランプリ・フフホト準決勝までの2年1ヵ月の間に45連勝を記録した。
| 連勝数                                                                                                | ラウンド                          | 対戦相手                          | 内容                              |                                   |                                   |                                   |
| アジア選手権 (2016年4月15日) 優勝                                                                     | アジア選手権 (2016年4月15日) 優勝 | アジア選手権 (2016年4月15日) 優勝 | アジア選手権 (2016年4月15日) 優勝 | アジア選手権 (2016年4月15日) 優勝 | アジア選手権 (2016年4月15日) 優勝 | アジア選手権 (2016年4月15日) 優勝 |
| --- | --------------------------------- | --------------------------------- | --------------------------------- | --------------------------------- | --------------------------------- | --------------------------------- |
| 1 | 2回戦                             | ファティポオラルダル(イラン)      | 反則勝ち                          |                                   |                                   |                                   |
| 2 | 3回戦                             | シャリポフ(ウズベキスタン)        | 優勢勝ち(指導3)                   |                                   |                                   |                                   |
| 3 | 準々決勝                          | ガンバータル(モンゴル)            | 一本勝ち(体落)                    |                                   |                                   |                                   |
| 4 | 決勝                              | カムザ(カザフスタン)              | 優勢勝ち(指導3)                   |                                   |                                   |                                   |
| アジア選手権団体戦 (2016年4月17日) 3位                                                                |                                   |                                   |                                   |                                   |                                   |                                   |
| 5 | 2回戦                             | スン・シャイ(中国)                | 一本勝ち(一本背負投)              |                                   |                                   |                                   |
| 6 | 準々決勝                          | ガンバータル(モンゴル)            | 一本勝ち(腕挫十字固)              |                                   |                                   |                                   |
| 7 | 3位決定戦                         | カン(韓国)                        | 一本勝ち(合技)                    |                                   |                                   |                                   |
| ワールドマスターズ (2016年5月28日) 優勝                                                               |                                   |                                   |                                   |                                   |                                   |                                   |
| 8 | 2回戦                             | サインジャルガル(モンゴル)        | 優勢勝ち(指導3)                   |                                   |                                   |                                   |
| 9 | 3回戦                             | ムキ(イスラエル)                  | 優勢勝ち(技あり)                  |                                   |                                   |                                   |
| 10 | 準決勝                            | オルジョフ(アゼルバイジャン)      | 優勢勝ち(指導3)                   |                                   |                                   |                                   |
| 11 | 決勝                              | ガンバータル(モンゴル)            | 一本勝ち(腕挫膝固)                |                                   |                                   |                                   |
| アジアオープン・台北 (2016年9月3日) 優勝                                                              |                                   |                                   |                                   |                                   |                                   |                                   |
| 12 | 2回戦                             | イ(韓国)                          | 一本勝ち                          |                                   |                                   |                                   |
| 13 | 準決勝                            | チョイ(韓国)                      | 反則勝ち                          |                                   |                                   |                                   |
| 14 | 決勝                              | チュアン(台湾)                    | 一本勝ち                          |                                   |                                   |                                   |
| グランドスラム・東京 (2016年12月3日) 優勝(準決勝は立川に優勢勝ち(指導2)、決勝は土井に優勢勝ち(指導2)) |                                   |                                   |                                   |                                   |                                   |                                   |
| 15 | 2回戦                             | 李(台湾)                          | 一本勝ち(合技)                    |                                   |                                   |                                   |
| 16 | 準々決勝                          | ボボエフ(ウズベキスタン)          | 優勢勝ち(指導2)                   |                                   |                                   |                                   |
| グランドスラム・パリ (2017年2月11日) 優勝                                                             |                                   |                                   |                                   |                                   |                                   |                                   |
| 17 | 2回戦                             | アバリアニ(フランス)              | 優勢勝ち(技あり)                  |                                   |                                   |                                   |
| 18 | 3回戦                             | ターナー(アメリカ)                | 優勢勝ち(技あり)                  |                                   |                                   |                                   |
| 19 | 準々決勝                          | ヘイダロフ(アゼルバイジャン)      | 優勢勝ち(技あり)                  |                                   |                                   |                                   |
| 20 | 準決勝                            | ブトブル(イスラエル)              | 優勢勝ち(技あり)                  |                                   |                                   |                                   |
| 21 | 決勝                              | 安(韓国)                          | 優勢勝ち(技あり)                  |                                   |                                   |                                   |
| グランドスラム・エカテリンブルグ(2017年5月20日) 優勝                                                  |                                   |                                   |                                   |                                   |                                   |                                   |
| 22 | 2回戦                             | デルポポロ(アメリカ)              | 優勢勝ち(指導2)                   |                                   |                                   |                                   |
| 23 | 3回戦                             | デュプラ(フランス)                | 優勢勝ち(技あり)                  |                                   |                                   |                                   |
| 24 | 準決勝                            | マルゲリドン(カナダ)              | 一本勝ち(体落)                    |                                   |                                   |                                   |
| 25 | 決勝                              | コンチーニ(ブラジル)              | 一本勝ち(袖釣込腰)                |                                   |                                   |                                   |
| 世界選手権 (2017年8月30日) 優勝                                                                       |                                   |                                   |                                   |                                   |                                   |                                   |
| 26 | 1回戦                             | ガザリャン(アルメニア)            | 優勢勝ち(技あり)                  |                                   |                                   |                                   |
| 27 | 2回戦                             | ジェクミネク(チェコ)              | 一本勝ち(体落)                    |                                   |                                   |                                   |
| 28 | 3回戦                             | スマグロフ(カザフスタン)          | 優勢勝ち(技あり)                  |                                   |                                   |                                   |
| 29 | 準々決勝                          | シャフダトゥアシビリ(ジョージア)  | 反則勝ち                          |                                   |                                   |                                   |
| 30 | 準決勝                            | ヘイダロフ(アゼルバイジャン)      | 一本勝ち(袖釣込腰)                |                                   |                                   |                                   |
| 31 | 決勝                              | オルジョフ(アゼルバイジャン)      | 優勢勝ち(技あり)                  |                                   |                                   |                                   |
| 世界団体 (2017年9月3日) 優勝                                                                          |                                   |                                   |                                   |                                   |                                   |                                   |
| 32 | 準決勝                            | 安(韓国)                          | 一本勝ち(裏投げ)                  |                                   |                                   |                                   |
| 33 | 決勝                              | コンチーニ(ブラジル)              | 優勢勝ち(技あり)                  |                                   |                                   |                                   |
| グランドスラム・東京 (2017年12月3日) 3位(準決勝で立川に反則負け)                                      |                                   |                                   |                                   |                                   |                                   |                                   |
| 34 | 2回戦                             | ジェクミネク(チェコ)              | 優勢勝ち(技あり)                  |                                   |                                   |                                   |
| 35 | 3回戦                             | デュプラ(フランス)                | 優勢勝ち(技あり)                  |                                   |                                   |                                   |
| 36 | 準々決勝                          | ベンステッド(オーストラリア)      | 反則勝ち                          |                                   |                                   |                                   |
| 37 | 3位決定戦                         | オドバヤル(モンゴル)              | 一本勝ち(払巻込)                  |                                   |                                   |                                   |
| ワールドマスターズ (2017年12月16日) 優勝                                                              |                                   |                                   |                                   |                                   |                                   |                                   |
| 38 | 2回戦                             | ヤルツェフ(ブラジル)              | 一本勝ち(袖釣込腰)                |                                   |                                   |                                   |
| 39 | 準々決勝                          | マルゲリドン(カナダ)              | 一本勝ち(内股すかし)              |                                   |                                   |                                   |
| 40 | 準決勝                            | ヘイダロフ(アゼルバイジャン)      | 優勢勝ち(技あり)                  |                                   |                                   |                                   |
| 41 | 決勝                              | シャフダトゥアシビリ(ジョージア)  | 優勢勝ち(技あり)                  |                                   |                                   |                                   |
| グランプリ・フフホト (2018年5月26日) 2位(決勝で安に優勢負け(技あり))                                  |                                   |                                   |                                   |                                   |                                   |                                   |
| 42 | 2回戦                             | シャイデルメドフ(カザフスタン)    | 反則勝ち                          |                                   |                                   |                                   |
| 43 | 3回戦                             | デルポポロ(アメリカ)              | 優勢勝ち(技あり)                  |                                   |                                   |                                   |
| 44 | 準々決勝                          | フェルナンデス(ポルトガル)        | 反則勝ち                          |                                   |                                   |                                   |
| 45 | 準決勝                            | ツィング(ドイツ)                  | 一本勝ち(合技)                    |                                   |                                   |                                   |

(参考資料：ベースボールマガジン社発行の近代柔道バックナンバー、JudoInside.com等)